# العلاقات السورية النيبالية
العلاقات السورية النيبالية هي العلاقات الثنائية التي تجمع بين سوريا ونيبال.

## مقارنة بين البلدين
هذه مقارنة عامة ومرجعية للدولتين:
| وجه المقارنة                                              | سوريا                    | نيبال                             |
| --------------------------------------------------------- | ------------------------ | --------------------------------- |
| المساحة (كم2)                                             | 185.18 ألف               | 147.18 ألف                        |
| عدد السكان (نسمة)                                         | 18.27 مليون              | 29.40 مليون                       |
| الكثافة السكانية (ن./كم²)                                 | 98.66                    | 199.76                            |
| العاصمة                                                   | دمشق                     | كاتماندو                          |
| اللغة الرسمية                                             | اللغة العربية            | اللغة النيبالية                   |
| العملة                                                    | ليرة سورية               | روبية نيبالية                     |
| الناتج المحلي الإجمالي (بليون دولار)                      | 60.20 مليار              | 24.47 مليار                       |
| الناتج المحلي الإجمالي (تعادل القوة الشرائية) بليون دولار |                          | 70.20 مليار                       |
| الناتج المحلي الإجمالي الاسمي للفرد دولار أمريكي          |                          | 743                               |
| الناتج المحلي الإجمالي للفرد دولار أمريكي                 |                          | 2.37 ألف                          |
| مؤشر التنمية البشرية                                      | 0.594                    | 0.548                             |
| رمز المكالمات الدولي                                      | +963                     | +977                              |
| رمز الإنترنت                                              | .sy                      | .np                               |
| المنطقة الزمنية                                           | ت ع م+02:00، ت ع م+03:00 | UTC+05:45، التوقيت الموحد لنيبال ‏ |

## منظمات دولية مشتركة
يشترك البلدان في عضوية مجموعة من المنظمات الدولية، منها:
| علم المنظمة | اسم المنظمة                               | تاريخ انضمام سوريا | تاريخ انضمام نيبال |
| ----------- | ----------------------------------------- | ------------------ | ------------------ |
|             | مؤسسة التنمية الدولية                     | 28 يونيو 1962      | 6 مارس 1963        |
|             | مؤسسة التمويل الدولية                     | 28 يونيو 1962      | 7 يناير 1966       |
|             | منظمة حظر الأسلحة الكيميائية              | ?                  | ?                  |
|             | الأمم المتحدة                             | 24 أكتوبر 1945     | 14 ديسمبر 1955     |
|             | منظمة الشرطة الجنائية الدولية             | ?                  | ?                  |
|             | البنك الدولي للإنشاء والتعمير             | 10 أبريل 1947      | 6 سبتمبر 1961      |
|             | الاتحاد البريدي العالمي                   | ?                  | ?                  |
|             | المركز الدولي لتسوية المنازعات الاستشارية | 24 فبراير 2006     | 6 فبراير 1969      |
|             | وكالة ضمان الاستثمار متعدد الأطراف        | 14 مايو 2002       | 9 فبراير 1994      |
|             | يونسكو                                    | 16 نوفمبر 1946     | 1 مايو 1953        |

## وصلات خارجية
- موقع وزارة الخارجية النيبالية